# Čovjek-slon (1980.)
Čovjek-slon (eng. The Elephant Man) je američka drama iz 1980. godine snimljena prema istinitoj priči o Josephu Merricku (u filmu zvanom John Merrick), teško deformiranom čovjeku iz Londona u 19. stoljeću. Film je režirao David Lynch, a glavne su uloge ostvarili John Hurt, Anthony Hopkins, Anne Bancroft, John Gielgud, Wendy Hiller, Michael Elphick, Hannah Gordon i Freddie Jones.
Scenarij je adaptacija dviju knjiga: The Elephant Man and Other Reminiscenes (1923.) autora Sir Fredericka Trevesa i The Elephant Man: A Study in Human Dignity autorice Ashley Montagu. Adaptaciju potpisuju Lynch, Christopher De Vore i Eric Bergren, a film je snimljen u crno-bijeloj tehnici.
Film Čovjek-slon bio je kritički i komercijalni uspjeh. Na dodjelama prestižne nagrade Oscar 1980. godine bio je nominiran u čak 8 kategorija, uključujući one u kategorijama za najbolji film, režiju, glavnog glumca i adaptirani scenarij.

## Radnja
Frederick Treves (Anthony Hopkins), kirurg bolnice u Londonu, otkriva Johna Merricka (John Hurt) u viktorijanskom cirkuskom šou kojim upravlja brutalni Bytes (Freddie Jones). Merrick je toliko izdeformiran da mora nositi kapuljaču i kapu preko lica dok je u javnosti, a Bytes ga smatra imbecilom. Treves se profesionalno zainteresira za Merrickovo stanje te ga otkupljuje od Bytesa i dovodi u bolnicu kako bi ga mogao pregledati. Tamo ga Treves predstavi kolegama te posebno upozorava na Merrickove po život opasne deformacije i preveliku lubanju zbog koje mora spavati s glavom među koljenima, jer bi ga njezina težina ugušila ako bi se ispružio na krevetu. Nakon Merrickovog povratka Bytes ga prebija što natjera simpatičnog Bytesovog asistenta (Dexter Fletcher) da upozori Trevesa koji Merricka vraća u bolnicu. Bytes optužuje Trevesa da iskorištava Merricka za svoje vlastite potrebe, navodeći tako kirurga da pokuša učiniti sve što je u njegovoj moći da pomogne nesretnom čovjeku.
Medicinske sestre na odjelu kirurgije užasnute su Merrickovom pojavom pa ga Treves stavlja u karantenu - posebno odvojenu sobu pod budnim okom nadzornice, gospođice Mothershead (Wendy Hiller). Gospodinu Carru-Gommu (John Gielgud), upravitelju bolnice, ne sviđa se to što se Merrick nalazi u njoj (koji do tog trenutka nije progovorio niti riječ) budući smatra da bolnica nije mjesto za one koji ne mogu biti izliječeni. Kako bi uvjerio Carra-Gomma da Merrick ima potencijala, Treves ga uči da izgovori par uljudnih fraza. Carr-Gomm shvati što se događa i baš u trenutku kad želi otići, i on i Treves ostanu zapanjeni kad čuju Merricka kako recitira 23. psalam. Šokiran ovakvom prezentacijom inteligencije, Carr-Gomm dopušta Merricku da ostane u bolnici.
Uskoro se za Merricka saznaje da je izrazito sofisticiran i da se može jasno izražavati. Carr-Gomm za njega osigurava niz soba u bolnici u kojima može obitavati, a Merricku dani prolaze u čitanju, crtanju i pravljenju modela crkve koju vidi kroz prozor. Jednoga dana Treves ga dovodi na popodnevni čaj u svoj dom s njegovom ženom Ann (Hannah Gordon). Merrick im uskoro pokazuje svoje najveće blago koje ima u posjedu: sliku vlastite majke i kaže da bi ga ona sada zasigurno voljela kad bi vidjela kakve je nove prijatelje stekao. Kasnije Merrick započne primati poznate goste u svojoj sobi, uključujući i glumicu Madge Kendal (Anne Bancroft). Postaje popularni objekt znatiželje i milosrđa visokog društva. Kako posjete postaju sve učestalije, gospođica Mothershead (koja je zadužena za dnevnu njegu Merricka) požali se Trevesu da ga svi još uvijek tretiraju kao nakazu, samo puno popularniju. Uskoro se sam Treves zapita da li je ispravno postupio u cijeloj ovoj situaciji. I dok se prema Merricku svi fino ophode po danu, noćni čuvar (Michael Elphick) tajno zarađuje novac dovodeći propalice iz obližnjih pubova kako bi se rugali Merricku.
Neslaganje članova uprave bolnice oko zadržavanja Merricka u njihovim prostorijama prekinuta je nakon što princeza od Walesa nenadano posjeti Merricka s porukom od kraljice Viktorije koja nalaže da Merrick zauvijek ostane pod okriljem bolnice te da će financije na vrijeme biti sređene. Međutim, Merrick se ubrzo vraća starom životu nakon što ga Bytes pronađe za vrijeme jednog od noćnih posjeta bolnici. Bytes otima Merricka i odvodi ga u kontinentalnu Europu gdje ga još jedanput stavlja kao glavnu atrakciju u svom cirkusu. Treves, opsjednut krivnjom zbog Merrickove nesretne sudbine, poduzima akciju protiv noćnog čuvara uz pomoć gospođice Mothershead.
Merrick uz pomoć prijatelja iz cirkusa uspijeva pobjeći i nađe se natrag u Londonu. Međutim, na glavnom kolodvoru počne ga maltretirati grupa dječaka, a on slučajno obori mladi djevojčicu. Započnu ga proganjati i uskoro ga ulove te tada čujemo njegovu poznatu rečenicu: "Ja nisam slon! Ja nisam životinja! Ja sam ljudsko biće! Ja... sam... čovjek!" prije nego što se sruši na zemlju. Kada policija vrati Merricka u bolnicu on se ponovno nađe u svojoj staroj sobi. Pomalo se oporavlja, ali uskoro postane jasno da umire od kronične plućne bolesti. Kao dar, gospođica Kendal ga odvede u glazbeno kazalište. Tamo, u bijeloj kravati i odijelu, zadobije ovacije budući gospođica Kendal posveti svoju performansu upravo njemu. Te iste noći, u bolnici, Merrick zahvaljuje Trevesu za sve što je za njega učinio i završi model crkve na kojoj je sve vrijeme radio. Imitirajući jednu od slika na svom zidu - dijete koje spava - on pomakne jastuke koji su mu do tada omogućavali ispravno spavanje, legne na krevet i umre, zamišljajući viziju svoje majke, Mary Jane Merrick, kako mu citira pjesmu autora Alfreda Lorda Tennysona "Nothing Will Die".

## Produkcija
Film je producirao Mel Brooks koji je tijekom privatne projekcije ranijeg Lynchovog filma Eraserhead ostao impresioniran istim. Brooks se pobrinuo da se njegovo vlastito ime ne koristi u marketinške i promocijske svrhe filma zato što nije želio da obožavatelji očekuju komediju. Ovo je bio Lynchov drugi dugometražni film u karijeri, ali prvi koji je snimio za veliki studio (Paramount Pictures).
Hurtova šminka koju nosi tijekom filma napravljena je od ostataka Merrickovog tijela koji su sačuvani u privatnom muzeju bolnice Royal London. U početku je Lynch sam želio napraviti masku, ali rezultati nisu bili filmični. Konačan izgled maske dizajnirao je Christopher Tucker. Akademija koja dodjeljuje najprestižniju filmsku nagradu Oscar bila je toliko impresionirana s radom da je od sljedeće godine kreirala novu kategoriju u dodjelama - onu za najbolju masku.
Uz rad na scenariju i režiju filma, Lynch je također sudjelovao i u stvaranju glazbe te zvučnih efekata za film. Tijekom posljednjih trenutaka Merrickovog života, film koristi poznatu skladbu Adagio for Strings skladatelja Samuela Barbera.
Glumac Frederick Treves, praunuk kirurga, pojavljuje se na samom početku film kao vijećnik koji pokušava zatvoriti cirkus nakaza.

## Kritike
Film Čovjek-slon uglavnom je pozitivno ocijenjen od strane kritičara. Na popularnoj internet stranici Rotten Tomatoes film ima 91% pozitivnih kritika uz prosječnu ocjenu 8.2/10 te zaključak: "Relativno normalan drugi film Davida Lyncha pronalazi prekrasnu sintezu suosjećanja i ograničenja u svojoj temi, a posebno se moraju izdvojiti i fantastične glumačke performanse Johna Hurta i Anthonyja Hopkinsa".
Kritičar Vincent Canby je napisao: "Gospodin Hurt je naprosto nevjerojatan. Sigurno nije lako glumiti pod tako teškom maskom... Fizička produkcija filma je prekrasna, pogotovo crno-bijela kamera Freddieja Francisa." Poznati kritičar Roger Ebert dao je filmu dvije od četiri zvjezdice, napisavši: "Konstantno sam se pitao što to zapravo film želi reći o ljudskom stanju u kakvom se nalazi John Merrick, ali nisam mogao dosegnuti odgovor."
U svojoj knjizi The Spectacle of Deformity: Freak Shows and Modern British Culture autorica Nadja Durbach napisala je da je film "pretjerano osjećajan i moralan; nešto što ne očekujemo od post-modernističkog nadrealnog filmaša" te dodaje kako je "besramno sentimentalan". Upravo tu sentimentalnost osuđuje zbog vidljivog Lynchovog oslanjanja na memoare Fredericka Trevesa.

## DVD i Blu-ray distribucija
Film je mnogo puta izdan na VHS i DVD izdanjima. Verzija koja je izdana u sklopu David Lynch Lime Green Box uključuje nekoliko intervjua s Johnom Hurtom i Davidom Lynchem kao i podulji dokumentarni film o životu Josepha Merricka nazvan The Real Elephant Man. Ovaj materijal također je dostupan i kao posebni dodatak na DVD izdanjima za europsko tržište (2. regija) u sklopu kolekcije Optimum StudioCanal. Čovjek-slon također je i prvi film Davida Lyncha koji je izdan na Blu-rayu.

## Nagrade i nominacije

### Oscar
Film Čovjek-slon nominiran je u osam kategorija za prestižnu nagradu Oscar, ali nije uspio osvojiti niti jednu:
- Najbolji film
- Najbolji redatelj (David Lynch)
- Najbolji scenarij (David Lynch, Christopher De Vore i Eric Bergren)
- Najbolji glavni glumac (John Hurt)
- Najbolja montaža (Anne V. Coates)
- Najbolja originalna glazba (John Morris)
- Najbolja scenografija (Stuart Craig, Robert Cartwright i Hugh Scaife)
- Najbolja kostimografija (Jean Louis)

### Zlatni Globus
Film Čovjek-slon bio je nominiran u četiri kategorije za nagradu Zlatni Globus, ali nije uspio osvojiti niti jednu:
- Najbolji film (drama)
- Najbolji redatelj - David Lynch
- Najbolji glumac (drama) - John Hurt
- Najbolji scenarij - David Lynch, Christopher De Vore i Eric Bergren

### BAFTA
Film Čovjek-slon bio je nominiran u sedam kategorija za britansku nagradu BAFTA, a osvojio je tri: za najbolji film godine, najboljeg glavnog glumca (John Hurt) i najbolju scenografiju. Bio je nominiran u kategorijama za najboljeg redatelja, scenarij, kameru i montažu.

## Vanjske poveznice
- Čovjek-slon u internetskoj bazi filmova IMDb-a
- The Elephant Man na Box Office Mojo
- The Elephant Man na Rotten Tomatoes
- Time Out magazine Arhivirana inačica izvorne stranice od 4. lipnja 2010. (Wayback Machine) intervjui s Davidom Lynchom o filmu